# Ardeutica
Ardeutica is een geslacht van vlinders van de familie bladrollers (Tortricidae), uit de onderfamilie Tortricinae.

## Soorten
- A. crypsilitha (Meyrick, 1932)
- A. dryocremna (Meyrick, 1932)
- A. emphantica Razowski, 1981
- A. eupeplana (Walsingham, 1914)
- A. melidora Razowski, 1984
- A. mezion Razowski, 1984
- A. parmata Razowski, 1984
- A. pseudoteras Walsingham
- A. semipicta Meyrick, 1913
- A. sphenobathra (Meyrick, 1917)
- A. spumosa Meyrick, 1913
- A. tonsilis Razowski, 1984